# Kinesisk dammussla
Kinesisk dammussla (Sinanodonta woodiana) är en musselart som först beskrevs av Lea 1834.  Kinesisk dammussla ingår i släktet Sinanodonta, och familjen målarmusslor. IUCN kategoriserar arten globalt som livskraftig. Arten är reproducerande i Sverige.
Höger och vänster klaff av samma exemplar:

Höger klaff
Vänster klaff